# Pedro Vargas
Pedro Vargas   (San Miguel de Allende, 29 d'abril de 1906 - Ciutat de Mèxic, 30 d'octubre de 1989) Pedro Cruz Mata fou un tenor i actor mexicà. Tot i la seva preparació operística, es dedicà al cant popular, i fins i tot va atènyer reconeixement internacional, a més d'ésser un dels principals intèrprets d'Agustín Lara. Se'l conegué amb els pseudònims de "El rossinyol de les Amèriques", "El tenor continental" i "El samurai de la cançó". Com a actor, formà part de l'època d'or del cinema mexicà, participant en més de 70 pel·lícules. Durant la seva vida, cantà per a la major part dels presidents d'Amèrica i altres importants personalitats de la política.

## Biografia
Fou fill de José Cruz Vargas i Rita Mata, una parella d'humils pagesos, fou el segon de dotze germans, amb set anys cantava al cor de l'església de la seva ciutat, el mestre de cor fou el primer a reconèixer el seu talent i a donar-li lliçons de cant.
El 1920, amb 14 anys, arribà a Ciutat de Mèxic i tot seguit començà a cantar als cors de diverses esglésies i oferint-hi serenates. Fou al Col·legi Francès de La Salle, on després d'escoltar-lo, li oferiren una beca per realitzar l'escola secundària, classes de piano i solfeig, aquí romangué fins a acabar el batxillerat. Més tard, el mestre José Pierson també li donà allotjament i lliçons de tècnica vocal de franc. Mentre hi romania, conegué Jorge Negrete, Alfonso Ortiz Tirado i Juan Arvizu. José Mojica el recomanà més endavant amb Aleajndro Cuevas, el mestre, en escoltar-lo, s'oferí també a donar-li lliçons de franc.

### Carrera
Va rebre l'oportunitat de participar en l'òpera Cavalleria rusticana el 22 de gener del 1928, al Teatre Esperança Iris. Va rebre l'oferta de viatjar en una gira amb l'Orquesta Típica de miguel Lerdo de Tejada, als Estats Units, com a cantant de música popular, cosa que acceptà. A la seva primera visita a Buenos Aires enregistrà el segell RCA Víctor dos temes de la seva autoria: Porteñita mía i Me fui, amb el suport musical del piano de José Agüeros i el violí del llegendari Elvino Verdaro. Fou un dels millors i més exitosos intèrprets del compositor Agustín Lara, així com de molts altres compositors de tot Hispanoamèrica, cosa que va permetre'l de recórrer diversos països d'aquell continent, principalment Argentina, Colòmbia i Veneçuela. Amb un extens repertori que va incloure temes lírics com Genets al cel, cançons ranxeres com Allà al Ranxo Gran, boleros com Obsessió, cantat a dues veus juntament amb Beny Moré, i temes nostàlgics com Alfonsina i el mar, Pedro Vargas va rebre de part del públic el qualificatiu de "Rossinyol de les Amèriques".

### Mort
El 30 d'octubre de 1989, Vargas va morir a Ciutat de Mèxic als vuitanta-tres d'edat, a causa d'un aturada cardíaca, una cardiopatia aterosclerosa, i diabetis mellitus. El seu cos va ser cremat en el Panteón Civil de Dolores, situat a la mateixa ciutat. El parador final de les seves cendres és desconegut.